# I liga brazylijska w piłce nożnej (2010) – wyniki spotkań

## Campeonato Brasileiro Série A – wyniki w sezonie 2010

### Kolejka 1
| Data        | Mecz                                                                                             |
| ----------- | ------------------------------------------------------------------------------------------------ |
| 8 maja 2010 | Botafogo FR - Santos FC 3:3 Antonio Carlos 7,45, Herrera 88 - Neymar 29, André 32, Zé Eduardo 79 |
| 8 maja 2010 | Atlético Goianiense - Grêmio Porto Alegre 0:0                                                    |
| 8 maja 2010 | SE Palmeiras - EC Vitória 1:0 Lincoln 78                                                         |
| 9 maja 2010 | CR Flamengo - São Paulo 1:1 Dęnis Marques 51 - Washington Cerqueira 45                           |
| 9 maja 2010 | Atlético Mineiro - CR Vasco da Gama 2:1 Ricardinho 9, Muriqui 18 - Elton 55                      |
| 9 maja 2010 | SC Internacional - Cruzeiro EC 1:2 Taison 6 - Kléber 4, 35                                       |
| 9 maja 2010 | Corinthians Paulista - Athletico Paranaense 2:1 Souza 59, Ronaldo 84 - Wagner Diniz 45+1         |
| 9 maja 2010 | Ceará SC - Fluminense FC 1:0 Geraldo 37                                                          |
| 9 maja 2010 | Guarani FC - Goiás EC 1:0 Mazola 70                                                              |
| 9 maja 2010 | Avaí FC - Grêmio Prudente 6:1 Emerson 9, 43, 90, Roberto 52, Caio 64, 72 - Willian 25            |

### Kolejka 2
| Data         | Mecz                                                                                       |
| ------------ | ------------------------------------------------------------------------------------------ |
| 15 maja 2010 | Fluminense FC - Atlético Goianiense 1:0 Marquinho 69                                       |
| 15 maja 2010 | Grêmio Prudente - Atlético Mineiro 4:0 Araújo 2, Flavinho 16, Henrique Dias 41, Diego 45+1 |
| 15 maja 2010 | EC Vitória - CR Flamengo 1:1 Elkeson 85 - Vágner Love 3                                    |
| 16 maja 2010 | São Paulo - Botafogo FR 1:2 Léo Lima 8 - Antônio Carlos 27, Renato Cajá 87                 |
| 16 maja 2010 | Grêmio Porto Alegre - Corinthians Paulista 1:1 Maylson 74 - Ralf 5, Souza 64               |
| 16 maja 2010 | Goiás EC - SC Internacional 2:3 Everton Santos 30, Amaral 41 - Walter 58, 74, Giuliano 82  |
| 16 maja 2010 | Santos FC - Ceará SC 1:1 Neymar 38k - Washington 9                                         |
| 16 maja 2010 | CR Vasco da Gama - SE Palmeiras 0:0                                                        |
| 16 maja 2010 | Cruzeiro EC - Avaí FC 2:2 Wellington Paulista 52k, 62 - Pará 25, Roberto 45+1              |
| 16 maja 2010 | Athletico Paranaense - Guarani FC 2:2 Netinho 45, Alex Mineiro 54k - Roger 33, 51k         |

### Kolejka 3
| Data         | Mecz |
| ------------ | --- |
| 22 maja 2010 | Atlético Goianiense - Santos FC 1:2 Boka 87 - Wesley 65, Zé Eduardo 71                                           |
| 22 maja 2010 | SE Palmeiras - Grêmio Porto Alegre 4:2 Ewerthon 15, 29, Maurício Ramos 60, Cleiton Xavier 70 - Jonas 31, Hugo 49 |
| 22 maja 2010 | Botafogo FR - Goiás EC 3:0 Lúcio Flávio 41, Somália 42, Herrera 72                                               |
| 23 maja 2010 | Corinthians Paulista - Fluminense FC 1:0 Chicăo 12                                                               |
| 23 maja 2010 | Atlético Mineiro - Athletico Paranaense 3:1 Muriqui 56, Diego Tardelli 58, Ricardinho 72 - Bruno Mineiro 83      |
| 23 maja 2010 | SC Internacional - São Paulo 0:2 Hernanes 36, Fernandăo 62                                                       |
| 23 maja 2010 | Ceará SC - EC Vitória 1:0 Washington 90+2                                                                        |
| 23 maja 2010 | Avaí FC - CR Vasco da Gama 2:0 Roberto 27, Robson 90                                                             |
| 23 maja 2010 | CR Flamengo - Grêmio Prudente 3:1 Vágner Love 45+1k, 89k, Juan Maldondo 87 - Wanderlei 48                        |
| 23 maja 2010 | Guarani FC - Cruzeiro EC 2:2 Roger 11, 31 - Gil 51, Guerrón 75                                                   |

### Kolejka 4
| Data         | Mecz |
| ------------ | --- |
| 26 maja 2010 | EC Vitória - Atlético Mineiro 4:3 Schwenck 13, 40, 72, Evandro 87 - Muriqui 34, Ricardinho 67, Diego Tardelli 81 |
| 26 maja 2010 | Grêmio Porto Alegre - Avaí FC 3:0 Jonas 10, 25, Fábio Rochemback 89                                              |
| 26 maja 2010 | Fluminense FC - CR Flamengo 2:1 Rodriguinho 10, Darío Conca 55 - Bruno 90                                        |
| 26 maja 2010 | São Paulo - SE Palmeiras 1:0 Fernandăo 55                                                                        |
| 26 maja 2010 | Grêmio Prudente - Corinthians Paulista 2:2 Wanderley 17, Diego 44 - William 33, Bruno César 74                   |
| 26 maja 2010 | Cruzeiro EC - Botafogo FR 1:0 Thiago Ribeiro 18                                                                  |
| 26 maja 2010 | Santos FC - Guarani FC 3:1 Neymar 2, Marcel 86, André 88 - Baiano 37                                             |
| 27 maja 2010 | CR Vasco da Gama - SC Internacional 3:2 Elton 49, Philippe Coutinho 77k, Nilton 83 - Andrezinho 38, 40           |
| 27 maja 2010 | Athletico Paranaense - Atlético Goianiense 2:1 Paulo Baier 19, Wagner Diniz 33 - Elias 72k                       |
| 27 maja 2010 | Goiás EC - Ceará SC 0:0                                                                                          |

### Kolejka 5
| Data         | Mecz |
| ------------ | --- |
| 29 maja 2010 | CR Flamengo - Grêmio Porto Alegre 1:1 Dejan Petkovic 7 - Rodrigo 51                                               |
| 29 maja 2010 | SE Palmeiras - Grêmio Prudente 0:0                                                                                |
| 29 maja 2010 | Avaí FC - EC Vitória 0:0                                                                                          |
| 30 maja 2010 | Corinthians Paulista - Santos FC 4:2 Jorge Henrique 2, Bruno César 53, Ralf 66, Paulinho 85 - André 52, Marcel 87 |
| 30 maja 2010 | Guarani FC - São Paulo 0:0                                                                                        |
| 30 maja 2010 | Atlético Mineiro - Fluminense FC 1:3 Muriqui 2 - Gum 61, Alan 63, Fred 90+1                                       |
| 30 maja 2010 | SC Internacional - Athletico Paranaense 4:1 Alecsandro 4, 31, Sorondo 51, Andrezinho 56 - Manoel 83               |
| 30 maja 2010 | Ceará SC - Cruzeiro EC 1:0 Lopes 39                                                                               |
| 30 maja 2010 | Atlético Goianiense - Goiás EC 1:3 Elias 13 - Romerito 25, 55, Bernardo 59                                        |
| 30 maja 2010 | Botafogo FR - CR Vasco da Gama 1:1 Herrera 34k - Ernani 26                                                        |

### Kolejka 6
| Data           | Mecz |
| -------------- | --- |
| 2 czerwca 2010 | Athletico Paranaense - Botafogo FR 3:2 Paulo Baier 27, 47, Alex Mineiro 59 - Herrera 11, Lucio Flávio 24 |
| 2 czerwca 2010 | Fluminense FC - EC Vitória 2:1 Fred 20, Alan 87 - Jonas 84                                               |
| 2 czerwca 2010 | Grêmio Prudente - Atlético Goianiense 1:0 Tadeu 34                                                       |
| 2 czerwca 2010 | Ceará SC - Avaí FC 2:0 Misael 74, Lopes 90+2                                                             |
| 2 czerwca 2010 | SE Palmeiras - CR Flamengo 0:1 Vágner Love 87                                                            |
| 2 czerwca 2010 | Goiás EC - São Paulo 2:1 Bernardo 38k, Jonilson 89 - Marcelinho Paraíba 14                               |
| 2 czerwca 2010 | Cruzeiro EC - Santos FC 0:0                                                                              |
| 3 czerwca 2010 | Grêmio Porto Alegre - Atlético Mineiro 2:1 Hugo 37, 60 - Ricardinho 44                                   |
| 3 czerwca 2010 | CR Vasco da Gama - Guarani FC 0:1 Roger 90+3                                                             |
| 3 czerwca 2010 | Corinthians Paulista - SC Internacional 2:0 Roberto Carlos 38k, Iarley 52                                |

### Kolejka 7
| Data           | Mecz |
| -------------- | --- |
| 5 czerwca 2010 | Avaí FC - Fluminense FC 0:3 Leandro Euzébio 43, Fred 48, Alan 56                                          |
| 5 czerwca 2010 | CR Flamengo - Goiás EC 1:2 Toró 50 - Hugo 85, Otacílio Neto 87                                            |
| 5 czerwca 2010 | EC Vitória - Athletico Paranaense 1:0 Schwenck 80                                                         |
| 6 czerwca 2010 | São Paulo - Grêmio Porto Alegre 3:1 Dagoberto 17, 65, 69 - Hugo 7                                         |
| 6 czerwca 2010 | Santos FC - CR Vasco da Gama 4:0 André 34k, 62, Maranhăo 52, Mádson 73                                    |
| 6 czerwca 2010 | Botafogo FR - Corinthians Paulista 2:2 Renato Cajá 47, Lúcio Flávio 72 - Bruno César 30, Paulo André 90+2 |
| 6 czerwca 2010 | Atlético Mineiro - Ceará SC 0:1 Washington 55                                                             |
| 6 czerwca 2010 | SC Internacional - SE Palmeiras 1:1 Giuliano 66 - Lincoln 14                                              |
| 6 czerwca 2010 | Guarani FC - Grêmio Prudente 1:0 Roger 90+4k                                                              |
| 6 czerwca 2010 | Atlético Goianiense - Cruzeiro EC 2:1 Rodrigo Tiuí 29, Pedro Paulo 84 - Wellington Paulista 42            |

### Kolejka 8
| Data          | Mecz |
| ------------- | --- |
| 14 lipca 2010 | Grêmio Porto Alegre - EC Vitória 1:1 Jonas 75 - Wallace 33                                                      |
| 14 lipca 2010 | Athletico Paranaense - Cruzeiro EC 0:2 Wellington Paulista 45+1, Robert 86                                      |
| 14 lipca 2010 | São Paulo - Avaí FC 1:2 Hernanes 75 - Roberto 60, Vandinho 65                                                   |
| 14 lipca 2010 | CR Flamengo - Botafogo FR 1:0 Paulo Sérgio 69                                                                   |
| 14 lipca 2010 | Guarani FC - SC Internacional 0:3 Sandro 59, Alecsandro 71, Taison 90+2                                         |
| 14 lipca 2010 | Goiás EC - CR Vasco da Gama 0:0                                                                                 |
| 14 lipca 2010 | Ceará SC - Corinthians Paulista 0:0                                                                             |
| 15 lipca 2010 | SE Palmeiras - Santos FC 2:1 Ewerthon 12, Tinga 67 - Marcel 82                                                  |
| 15 lipca 2010 | Atlético Mineiro - Atlético Goianiense 3:2 Diego Tardelli 17, 34, Ricardo Bueno 45 - Marcăo 31, Rodrigo Tiuí 60 |
| 15 lipca 2010 | Fluminense FC - Grêmio Prudente 1:1 Fred 16 - Wesley 83                                                         |

### Kolejka 9
| Data          | Mecz                                                                                                |
| ------------- | --------------------------------------------------------------------------------------------------- |
| 17 lipca 2010 | EC Vitória - São Paulo 3:2 Elkeson 13, Schwenck 46, Ramón 57 - Jean 38, Fernandăo 61                |
| 17 lipca 2010 | CR Vasco da Gama - Athletico Paranaense 3:1 Jonathan 20, Nunes 25, Léo Gago 63 - Bruno Mineiro 45+1 |
| 18 lipca 2010 | Cruzeiro EC - Goiás EC 1:0 Gilberto 10                                                              |
| 18 lipca 2010 | Corinthians Paulista - Atlético Mineiro 1:0 Bruno César 78                                          |
| 18 lipca 2010 | Atlético Goianiense - CR Flamengo 0:1 Dejan Petkovic 34k                                            |
| 18 lipca 2010 | Avaí FC - SE Palmeiras 4:2 Caio 24, 90, Robinho 45, Roberto 90+2 - Gabriel Silva 12, Kléber 54k     |
| 18 lipca 2010 | SC Internacional - Ceará SC 2:1 Alecsandro 15k, Kléber 47 - Misael 62                               |
| 18 lipca 2010 | Santos FC - Fluminense FC 0:1 Alan 77                                                               |
| 18 lipca 2010 | Botafogo FR - Guarani FC 1:1 Danny Moraes 45+1 - Ricardo Xavier 85                                  |
| 18 lipca 2010 | Grêmio Prudente - Grêmio Porto Alegre 2:0 Paulo César 22', Wanderley 90+1                           |

### Kolejka 10
| Data          | Mecz                                                                                              |
| ------------- | ------------------------------------------------------------------------------------------------- |
| 21 lipca 2010 | Atlético Mineiro - SC Internacional 1:2 Diego Souza 7 - Alecsandro 13, 61                         |
| 21 lipca 2010 | EC Vitória - Goiás EC 2:2 Ricardo Conceiçăo 45, Soares 89 - Rafael Moura 31, Éverton Santos 33    |
| 21 lipca 2010 | São Paulo - Grêmio Prudente 1:1 Washington Cerqueira 1 - Anderson Luis 20                         |
| 21 lipca 2010 | CR Flamengo - Avaí FC 1:1 Diego Maurício 10 - Gabriel 74                                          |
| 21 lipca 2010 | Athletico Paranaense - Santos FC 2:0 Bruno Costa 2, Bruno Mineiro 47                              |
| 21 lipca 2010 | Grêmio Porto Alegre - CR Vasco da Gama 1:1 Jonas 9 - Nunes 6                                      |
| 21 lipca 2010 | Atlético Goianiense - Corinthians Paulista 3:1 Robston 22k, Pedro Paulo 67, Marcăo 79 - Iarley 33 |
| 22 lipca 2010 | Fluminense FC - Cruzeiro EC 1:0 Leandro Euzébio 54                                                |
| 22 lipca 2010 | Guarani FC - Ceará SC 1:1 Ricardo Xavier 74 - Ernandes 53                                         |
| 22 lipca 2010 | SE Palmeiras - Botafogo FR 2:2 Marcos Assunçăo 47, Kléber 57 - Jóbson 69, Antônio Carlos 78       |

### Kolejka 11
| Data             | Mecz                                                                                   |
| ---------------- | -------------------------------------------------------------------------------------- |
| 24 lipca 2010    | Avaí FC - Atlético Mineiro 0:0                                                         |
| 24 lipca 2010    | CR Vasco da Gama - Atlético Goianiense 2:0 Nílton 33, Fernando Fumagalli 53            |
| 24 lipca 2010    | Grêmio Prudente - EC Vitória 0:0                                                       |
| 25 lipca 2010    | Santos FC - São Paulo 1:0 Renato Silva 60-sam.                                         |
| 25 lipca 2010    | Cruzeiro EC - Grêmio Porto Alegre 2:2 Henrique 46, 86 - Borges 45, Jonas 79            |
| 25 lipca 2010    | SC Internacional - CR Flamengo 1:0 Taison 4                                            |
| 25 lipca 2010    | Goiás EC - Athletico Paranaense 0:2 Manoel 27', Maikon Leite 35                        |
| 25 lipca 2010    | Ceará SC - SE Palmeiras 0:0                                                            |
| 25 lipca 2010    | Corinthians Paulista - Guarani FC 3:1 Jorge Henrique 2, Bruno César 78, 85 - Mazola 63 |
| 25 sierpnia 2010 | Botafogo FR - Fluminense FC 1:1 Edno 30 - Emerson 15                                   |

### Kolejka 12
| Data            | Mecz                                                                                                |
| --------------- | --------------------------------------------------------------------------------------------------- |
| 31 lipca 2010   | Fluminense FC - Athletico Paranaense 3:1 Washington Cerqueira 21, 69, Emerson 54 - Bruno Mineiro 84 |
| 31 lipca 2010   | Atlético Goianiense - Guarani FC 1:1 Rodrigo Tiuí 4 - Mazola 17                                     |
| 31 lipca 2010   | São Paulo - Ceará SC 2:1 Fernandăo 66, Ricardo Oliveira 67 - Erick Flores 84                        |
| 1 sierpnia 2010 | SE Palmeiras - Corinthians Paulista 1:1 Edinho 33 - Jorge Henrique 21                               |
| 1 sierpnia 2010 | EC Vitória - Botafogo FR 1:3 Júnior 81 - Edno 80, Jobson 82, 90+3                                   |
| 1 sierpnia 2010 | Avaí FC - Goiás EC 4:1 Émerson 8, Davi 9, 41, Robinho 76 - Bernardo 68                              |
| 1 sierpnia 2010 | SC Internacional - Grêmio Porto Alegre 0:0                                                          |
| 1 sierpnia 2010 | Atlético Mineiro - Cruzeiro EC 0:1 Wellington Paulista 32                                           |
| 1 sierpnia 2010 | Grêmio Prudente - Santos FC 1:2 Róbson 82' - Danilo 6, Rodriguinho 66                               |
| 1 sierpnia 2010 | CR Flamengo - CR Vasco da Gama 0:0                                                                  |

### Kolejka 13
| Data                 | Mecz                                                                                   |
| -------------------- | -------------------------------------------------------------------------------------- |
| 7 sierpnia 2010      | Botafogo FR - Atlético Mineiro 3:0 Maicosuel 31, Somália 41, Herrera 70k               |
| 7 sierpnia 2010      | Guarani FC - Avaí FC 4:1 Renan 9, Ricardo Xavier 11, Mazola 34, Fabăo 70 - Robson 14k  |
| 8 sierpnia 2010      | Athletico Paranaense - São Paulo 1:1 Maikon Leite 71 - Cléber Santana 67               |
| 8 sierpnia 2010      | Corinthians Paulista - CR Flamengo 1:0 Elias 39                                        |
| 8 sierpnia 2010      | Goiás EC - SE Palmeiras 1:1 Marcos Assunçăo 89-sam. - Éwerthon 12                      |
| 8 sierpnia 2010      | Ceará SC - Atlético Goianiense 0:0                                                     |
| 8 sierpnia 2010      | Grêmio Porto Alegre - Fluminense FC 1:2 André Lima 88 - André Lima 16-sam., Emerson 18 |
| 8 sierpnia 2010      | CR Vasco da Gama - EC Vitória 1:0 Zé Roberto 23                                        |
| 8 sierpnia 2010      | Cruzeiro EC - Grêmio Prudente 0:0                                                      |
| 13 października 2010 | Santos FC - SC Internacional 1:0 Neymar 27                                             |

### Kolejka 14
| Data             | Mecz |
| ---------------- | --- |
| 14 sierpnia 2010 | Atlético Goianiense - Botafogo FR 0:2 Somália 51, Jobson 81                                                |
| 14 sierpnia 2010 | SE Palmeiras - Athletico Paranaense 2:0 Danilo Laranjeira 3, Ewerthon 75                                   |
| 14 sierpnia 2010 | CR Flamengo - Ceará SC 1:0 Dejan Petkovic 44k                                                              |
| 14 sierpnia 2010 | Atlético Mineiro - Guarani FC 3:1 Diego Tardelli 65, 70, Obina 77 - Mazola 90+3                            |
| 15 sierpnia 2010 | São Paulo - Cruzeiro EC 2:2 Casemiro 41, Ricardo Oliveira 90 - Wellington Paulista 67, Thiago Ribeiro 83   |
| 15 sierpnia 2010 | Grêmio Prudente - CR Vasco da Gama 1:2 Joăo Vítor 57 - Éder Luís 8, Nilton 34                              |
| 15 sierpnia 2010 | Avaí FC - Corinthians Paulista 3:2 Davi 10, Chicăo 47-sam., Rafael 52 - Bruno César 40, 75                 |
| 15 sierpnia 2010 | Fluminense FC - SC Internacional 3:0 Mariano 19, Washington Cerqueira 22, Emerson 59                       |
| 15 sierpnia 2010 | EC Vitória - Santos FC 4:2 Henrique 20, Wallace 25, Henrique 45+2, Schwenck 72k - Marcel 29, Zé Eduardo 67 |
| 15 sierpnia 2010 | Grêmio Porto Alegre - Goiás EC 2:0 Willian Magrăo 33, 63                                                   |

### Kolejka 15
| Data             | Mecz                                                                                    |
| ---------------- | --------------------------------------------------------------------------------------- |
| 21 sierpnia 2010 | Goiás EC - Grêmio Prudente 1:2 Éverton Santos 57 - Wanderley 52, Anderson Luís 81       |
| 21 sierpnia 2010 | Botafogo FR - Avaí FC 1:0 Fábio Ferreira 31                                             |
| 22 sierpnia 2010 | Cruzeiro EC - EC Vitória 1:0 Júnior 53                                                  |
| 22 sierpnia 2010 | Santos FC - Atlético Mineiro 2:0 Neymar 57', Danilo 78                                  |
| 22 sierpnia 2010 | SE Palmeiras - Guarani FC 0:0                                                           |
| 22 sierpnia 2010 | Athletico Paranaense - CR Flamengo 1:0 Manoel 82                                        |
| 22 sierpnia 2010 | SC Internacional - Atlético Goianiense 1:1 Leandro Damiăo 67 - Victor Ferraz 42         |
| 22 sierpnia 2010 | Ceará SC - Grêmio Porto Alegre 2:1 Willian Magrăo 1-sam., Geraldo 88 - Anderson 25-sam. |
| 22 sierpnia 2010 | Corinthians Paulista - São Paulo 3:0 Elias 21, 44, Jucilei 7                            |
| 22 sierpnia 2010 | CR Vasco da Gama - Fluminense FC 2:2 Éder Luís 37', Fagner 47'; Gum 7', Júlio César 60  |

### Kolejka 16
| Data             | Mecz                                                                           |
| ---------------- | ------------------------------------------------------------------------------ |
| 25 sierpnia 2010 | Goiás EC - Fluminense FC 0:3 Washington Cerqueira 64, Emerson 73, Marquinho 88 |
| 25 sierpnia 2010 | Avaí FC - SC Internacional 0:1 Índio 9                                         |
| 25 sierpnia 2010 | Botafogo FR - Ceará SC 1:0 Jobson 50                                           |
| 25 sierpnia 2010 | Grêmio Prudente - Athletico Paranaense 0:1 Branquinho 14                       |
| 25 sierpnia 2010 | São Paulo - CR Vasco da Gama 0:0                                               |
| 25 sierpnia 2010 | Cruzeiro EC - Corinthians Paulista 1:0 Montillo 47                             |
| 25 sierpnia 2010 | Grêmio Porto Alegre - Santos FC 1:2 Borges 5 - Neymar 68, Rodriguinho 90+3     |
| 26 sierpnia 2010 | CR Flamengo - Atlético Mineiro 0:0                                             |
| 26 sierpnia 2010 | EC Vitória - Guarani FC 1:1 Júnior 12 - Rômulo 75                              |
| 26 sierpnia 2010 | SE Palmeiras - Atlético Goianiense 0:3 Elias 28k, 37, 83                       |

### Kolejka 17
| Data             | Mecz                                                                                     |
| ---------------- | ---------------------------------------------------------------------------------------- |
| 28 sierpnia 2010 | SC Internacional - Botafogo FR 1:0 Leandro Damiăo 23                                     |
| 28 sierpnia 2010 | CR Vasco da Gama - Cruzeiro EC 1:1 Zé Roberto 44 - Fernando 45+3-sam.                    |
| 28 sierpnia 2010 | Ceará SC - Grêmio Prudente 2:2 Washington 11, Careca 85 - Wesley 36, 41                  |
| 28 sierpnia 2010 | Santos FC - Goiás EC 2:0 Zé Eduardo 75, Alan Patrick 82                                  |
| 29 sierpnia 2010 | Corinthians Paulista - EC Vitória 2:1 Iarley 11, Paulinho 45+2 - Kléber Pereira 82       |
| 29 sierpnia 2010 | Guarani FC - CR Flamengo 2:1 Ailson 90+1, Reinaldo 90+3 - Jean 45+2                      |
| 29 sierpnia 2010 | Atlético Mineiro - SE Palmeiras 1:2 Neto Berola 52 - Marcos Assunçăo 66, Kléber 76       |
| 29 sierpnia 2010 | Fluminense FC - São Paulo 2:2 Deco 8, Leandro Euzébio 59 - Rogério Ceni 34, Fernandăo 35 |
| 29 sierpnia 2010 | Avaí FC - Atlético Goianiense 2:2 Elias 28, 42 - Vandinho 21, 71                         |
| 29 sierpnia 2010 | Athletico Paranaense - Grêmio Porto Alegre 1:1 Maikon Leite 35 - Vilson 59               |

### Kolejka 18
| Data                 | Mecz                                                                         |
| -------------------- | ---------------------------------------------------------------------------- |
| 1 września 2010      | EC Vitória - SC Internacional 0:0                                            |
| 1 września 2010      | Grêmio Porto Alegre - Guarani FC 1:0 Jonas 23                                |
| 1 września 2010      | Grêmio Prudente - Botafogo FR 0:1 Maicosuel 75                               |
| 1 września 2010      | Goiás EC - Atlético Mineiro 1:3 Bernardo 5k - Obina 38k, 80, Diego Souza 73  |
| 1 września 2010      | Cruzeiro EC - CR Flamengo 1:0 Robert 9                                       |
| 1 września 2010      | Athletico Paranaense - Ceará SC 2:1 Branquinho 62, Chico 74 - Magno Alves 88 |
| 1 września 2010      | Fluminense FC - SE Palmeiras 1:1 Emerson 15 - Ewerthon 90+3                  |
| 2 września 2010      | Santos FC - Avaí FC 2:1 Neymar 1, Marcel 83 - Válber 88                      |
| 2 września 2010      | São Paulo - Atlético Goianiense 2:1 Xandăo 24, Dagoberto 69 - Juninho 51     |
| 13 października 2010 | CR Vasco da Gama - Corinthians Paulista 2:0 Zé Roberto 9, Éder Luís 20       |

### Kolejka 19
| Data            | Mecz |
| --------------- | --- |
| 4 września 2010 | Botafogo FR - Grêmio Porto Alegre 2:2 Antônio Carlos 16, Herrera 20 - Jonas 53, 85                               |
| 4 września 2010 | Ceará SC - CR Vasco da Gama 0:2 Zé Roberto 7, Felipe Bastos 82                                                   |
| 4 września 2010 | Corinthians Paulista - Goiás EC 5:1 Bruno César 42, Iarley 57, 74k, Jorge Henrique 60, Marcăo 83-sam. - Júnior 6 |
| 5 września 2010 | Avaí FC - Athletico Paranaense 0:1 Maikon Leite 90+4                                                             |
| 5 września 2010 | SE Palmeiras - Cruzeiro EC 2:3 Kléber 35k, Maurício Ramos 38 - Roger 59, Montillo 65, Farías 85                  |
| 5 września 2010 | Guarani FC - Fluminense FC 2:1 Baiano 33, Fabăo 76 - Emerson 12                                                  |
| 5 września 2010 | Atlético Mineiro - São Paulo 2:3 Obina 17k, 38k - Casemiro 10, Lucas 55, Fernandăo 60                            |
| 5 września 2010 | CR Flamengo - Santos FC 0:0                                                                                      |
| 5 września 2010 | Atlético Goianiense - EC Vitória 4:1 Elias 44, 83k, Juninho 56, 87 - Elkeson 73                                  |
| 5 września 2010 | SC Internacional - Grêmio Prudente 2:0 Rafael Sóbis 50', Leandro Damiăo 73                                       |

### Kolejka 20
| Data            | Mecz                                                                             |
| --------------- | -------------------------------------------------------------------------------- |
| 8 września 2010 | São Paulo - CR Flamengo 2:0 Marlos 8, Fernandăo 41                               |
| 8 września 2010 | Fluminense FC - Ceará SC 3:1 Mariano 6, Washington Cerqueira 22, 30 - Geraldo 89 |
| 8 września 2010 | Cruzeiro EC - SC Internacional 1:0 Everton 14                                    |
| 8 września 2010 | Grêmio Porto Alegre - Atlético Goianiense 2:0 Douglas 7, Borges 85               |
| 8 września 2010 | Goiás EC - Guarani FC 3:1 Felipe 20, 67k, Rafael Moura 43 - Mário Lúcio 81       |
| 8 września 2010 | EC Vitória - SE Palmeiras 1:1 Elkeson 9 - Tadeu 71                               |
| 8 września 2010 | Athletico Paranaense - Corinthians Paulista 1:1 Bruno Mineiro 68k - Ronaldo 35k  |
| 9 września 2010 | Grêmio Prudente - Avaí FC 1:1 Rafael Martins 85 - Rudnei 38                      |
| 9 września 2010 | Santos FC - Botafogo FR 0:1 Loco Abreu 90                                        |
| 9 września 2010 | CR Vasco da Gama - Atlético Mineiro 1:1 Éder Luís 37 - Ricardinho 84k            |

### Kolejka 21
| Data             | Mecz                                                                                       |
| ---------------- | ------------------------------------------------------------------------------------------ |
| 11 września 2010 | CR Flamengo - EC Vitória 2:2 Kléberson 78, 84 - Júnior 70, Schwenck 83                     |
| 11 września 2010 | Atlético Goianiense - Fluminense FC 2:1 William 29, Juninho 90+1 - Washington Cerqueira 22 |
| 11 września 2010 | Corinthians Paulista - Grêmio Porto Alegre 0:1 Douglas 34                                  |
| 12 września 2010 | SE Palmeiras - CR Vasco da Gama 0:0                                                        |
| 12 września 2010 | Botafogo FR - São Paulo 2:0 Loco Abreu 67, Edno 80                                         |
| 12 września 2010 | Guarani FC - Athletico Paranaense 1:0 Mazola 85                                            |
| 12 września 2010 | Atlético Mineiro - Grêmio Prudente 1:0 Obina 87                                            |
| 12 września 2010 | SC Internacional - Goiás EC 0:0                                                            |
| 12 września 2010 | Ceará SC - Santos FC 2:1 Magno Alves 30, Geraldo 69 - Keirrison 31                         |
| 12 września 2010 | Avaí FC - Cruzeiro EC 1:2 Laércio 79 - Roger 24k, Thiago Ribeiro 71                        |

### Kolejka 22
| Data             | Mecz |
| ---------------- | --- |
| 15 września 2010 | Santos FC - Atlético Goianiense 4:2 Edu Dracena 51, Madson 30, Alan Patrick 80, Marcel 84k - Josiel 13, William 50 |
| 15 września 2010 | Fluminense FC - Corinthians Paulista 1:2 Washington Cerqueira 70 - Jucilei 44, Iarley 65                           |
| 15 września 2010 | Grêmio Prudente - CR Flamengo 1:2 Adriano Pimenta 45 - Diego Maurício 85, Toró 90+4                                |
| 15 września 2010 | Cruzeiro EC - Guarani FC 4:2 Rômulo 26, Wallyson 39, Fabinho 75, Farías 85 - Geovane 69, Paulo Roberto 74          |
| 15 września 2010 | Grêmio Porto Alegre - SE Palmeiras 1:2 Jonas 90+1 - Marcos Assunçăo 14, Ewerthon 47                                |
| 15 września 2010 | Goiás EC - Botafogo FR 4:1 Wellington Monteiro 15, Rafael Moura 31, 81k, Bernardo 90+1 - Loco Abreu 43             |
| 15 września 2010 | EC Vitória - Ceará SC 0:0                                                                                          |
| 15 września 2010 | Athletico Paranaense - Atlético Mineiro 2:1 Bruno Mineiro 2, Ivan González 88 - Obina 32                           |
| 16 września 2010 | São Paulo - SC Internacional 1:3 Cléber Santana 19 - Wilson Mathias 9, Leandro Damiăo 37, Giuliano 61              |
| 16 września 2010 | CR Vasco da Gama - Avaí FC 1:1 Ramon 24 - Caio 74                                                                  |

### Kolejka 23
| Data             | Mecz |
| ---------------- | --- |
| 18 września 2010 | Corinthians Paulista - Grêmio Prudente 3:0 Iarley 21, Jorge Henrique 48, Elias 82                            |
| 18 września 2010 | Atlético Goianiense - Athletico Paranaense 1:2 Diogo Galvăo 58 - Branquinho 6, 14                            |
| 18 września 2010 | Botafogo FR - Cruzeiro EC 2:2 Alessandro 4, Loco Abreu 76k - Montillo 57k, 72                                |
| 19 września 2010 | SE Palmeiras - São Paulo 0:2 Lucas 54, Fernandăo 76                                                          |
| 19 września 2010 | CR Flamengo - Fluminense FC 3:3 Deivid 22, David 39, Renato Abreu 65 - Leandro Euzébio 8, Rodriguinho 63, 72 |
| 19 września 2010 | Guarani FC - Santos FC 0:0                                                                                   |
| 19 września 2010 | Atlético Mineiro - EC Vitória 2:3 Daniel Carvalho 41, Neto Berola 65 - Viáfara 5k, Egídio 15, Henrique 74    |
| 19 września 2010 | SC Internacional - CR Vasco da Gama 1:0 Edu 47                                                               |
| 19 września 2010 | Ceará SC - Goiás EC 1:2 Diego Renan 44 - Marlos 64, Borges 81                                                |
| 19 września 2010 | Avaí FC - Grêmio Porto Alegre 0:3 Jonas 35, 71, André Lima 64                                                |

### Kolejka 24
| Data             | Mecz |
| ---------------- | --- |
| 22 września 2010 | São Paulo - Guarani FC 2:1 Marlos 14, Ricardo Oliveira 63 - Baiano 45+3k                                               |
| 22 września 2010 | Santos FC - Corinthians Paulista 2:3 Durval 1, Neymar 26 - Iarley 7, Elias 42, Paulo André 69                          |
| 22 września 2010 | CR Vasco da Gama - Botafogo FR 2:2 Ramon 13, Éder Luís 36 - Herrera 55, Loco Abreu 90+2k                               |
| 22 września 2010 | Grêmio Prudente - SE Palmeiras 0:1 Márcio Araújo 60                                                                    |
| 22 września 2010 | Cruzeiro EC - Ceará SC 2:0 Montillo 83k, Farías 90+1                                                                   |
| 22 września 2010 | Grêmio Porto Alegre - CR Flamengo 2:2 Douglas 7, Jonas 54 - Kléberson 33, Dejan Petković 86                            |
| 22 września 2010 | Goiás EC - Atlético Goianiense 1:3 Amaral 26 - Elias 6, Gilson 50, Juninho 85                                          |
| 22 września 2010 | Athletico Paranaense - SC Internacional 1:0 aulo Baier 43                                                              |
| 23 września 2010 | Fluminense FC - Atlético Mineiro 5:1 Leandro Euzébio 11, Carlinhos 35, 76, Gum 64, Marquinho 90+1 - Daniel Carvalho 19 |
| 23 września 2010 | EC Vitória - Avaí FC 3:0 Júnior 3, Elkeson 57 - Thiago Humberto 77                                                     |

### Kolejka 25
| Data             | Mecz |
| ---------------- | --- |
| 25 września 2010 | São Paulo - Goiás EC 0:3 Carlos Alberto 23, Rafael Moura 35, 45+1                                                         |
| 25 września 2010 | Atlético Goianiense - Grêmio Prudente 3:0 Agenor 24, Thiago Feltri 59, Marcăo 61                                          |
| 25 września 2010 | Guarani FC - CR Vasco da Gama 1:0 Baiano 80k                                                                              |
| 25 września 2010 | Santos FC - Cruzeiro EC 4:1 Marcel 54, Edu Dracena 69, Alex Sandro 88, Neymar 90 - Thiago Ribeiro 80                      |
| 25 września 2010 | CR Flamengo - SE Palmeiras 1:3 Dejan Petković 79k - Kléber 19, 31, Lincoln 89                                             |
| 26 września 2010 | Botafogo FR - Athletico Paranaense 1:1 Edno 22 - Guerrón 90                                                               |
| 26 września 2010 | Atlético Mineiro - Grêmio Porto Alegre 1:2 Diego Tardelli 30 - Jonas 2, Gabriel 15                                        |
| 26 września 2010 | SC Internacional - Corinthians Paulista 3:2 Tinga 29, Alecsandro 77, Andrezinho 90+2 - Jorge Henrique 65, Bruno César 90k |
| 26 września 2010 | EC Vitória - Fluminense FC 1:2 Henrique 62 - Conca 57k, Rodriguinho 63                                                    |
| 26 września 2010 | Avaí FC - Ceará SC 5:0 Rudnei 5, Davi 10k, 58, Jéferson 17, 32                                                            |

### Kolejka 26
| Data             | Mecz |
| ---------------- | --- |
| 28 września 2010 | CR Vasco da Gama - Santos FC 3:1 Fágner 30, Felipe 35, Éder Luís 90+4 - Danilo 55                       |
| 28 września 2010 | Goiás EC - CR Flamengo 1:1 Jean 2-sam. - Deivid 90                                                      |
| 29 września 2010 | Corinthians Paulista - Botafogo FR 1:1 Bruno César 2 - Loco Abreu 26                                    |
| 29 września 2010 | SE Palmeiras - SC Internacional 2:0 Marcos Assunçăo 31, 58                                              |
| 29 września 2010 | Fluminense FC - Avaí FC 1:0 Conca 37                                                                    |
| 29 września 2010 | Grêmio Prudente - Guarani FC 4:1 Willian José 21, Wesley 40, 62, Wanderley 74 - Mazola 78k, Reinaldo 80 |
| 29 września 2010 | Cruzeiro EC - Atlético Goianiense 3:0 Caçapa 30, Montillo 44, Wallyson 87                               |
| 29 września 2010 | Grêmio Porto Alegre - São Paulo 4:2 André Lima 29, 39, Jonas 68, Diego 73 - Rogério Ceni 42k, Marlos 51 |
| 29 września 2010 | Ceará SC - Atlético Mineiro 0:0                                                                         |
| 29 września 2010 | Athletico Paranaense - EC Vitória 1:0 Rhodolfo 36 Domingues 86, Gláucio 88                              |

### Kolejka 27
| Data                | Mecz |
| ------------------- | --- |
| 1 października 2010 | CR Vasco da Gama - Goiás EC 3:2 Éder Luís 25, Max 63, Zé Roberto 81 - Felipe 7, Jones 34                         |
| 2 października 2010 | Corinthians Paulista - Ceará SC 2:2 Paulinho 70, Defederico 82 - Marcelo Nicácio 16, Magno Alves 65              |
| 2 października 2010 | Santos FC - SE Palmeiras 1:1 Alan Patrick 52 - Kléber 19                                                         |
| 2 października 2010 | Botafogo FR - CR Flamengo 1:1 Lúcio Flávio 35 - Léo Moura 75                                                     |
| 2 października 2010 | Grêmio Prudente - Fluminense FC 1:1 Willian 72 - Rodriguinho 33                                                  |
| 2 października 2010 | Cruzeiro EC - Athletico Paranaense 0:0                                                                           |
| 2 października 2010 | SC Internacional - Guarani FC 3:0 Daniel 51, Glaydson 63, Giuliano 80                                            |
| 2 października 2010 | Atlético Goianiense - Atlético Mineiro 2:3 Róbston 11, Juninho 39 - Diego Souza 20, Réver 75, Ricardo Bueno 90+2 |
| 2 października 2010 | EC Vitória - Grêmio Porto Alegre 0:3 Maylson 20, Diego 90, Edílson 90+2                                          |
| 2 października 2010 | Avaí FC - São Paulo 0:0                                                                                          |

### Kolejka 28
| Data                | Mecz                                                                                      |
| ------------------- | ----------------------------------------------------------------------------------------- |
| 6 października 2010 | São Paulo - EC Vitória 2:0 Dagoberto 17, Fernandinho 30                                   |
| 6 października 2010 | Fluminense FC - Santos FC 0:3 Zé Eduardo 56, 74, 87                                       |
| 6 października 2010 | Guarani FC - Botafogo FR 1:1 Diego Barboza 26 - Loco Abreu 45                             |
| 6 października 2010 | Atlético Mineiro - Corinthians Paulista 2:1 Werley 60, Zé Luís 78 - Paulinho 44           |
| 6 października 2010 | Grêmio Porto Alegre - Grêmio Prudente 4:0 André Lima 1, Jonas 24, 32, 84k                 |
| 6 października 2010 | Ceará SC - SC Internacional 1:0 Heleno 51                                                 |
| 6 października 2010 | Athletico Paranaense - CR Vasco da Gama 0:0                                               |
| 7 października 2010 | CR Flamengo - Atlético Goianiense 2:0 Val Baiano 75, Diego Maurício 85                    |
| 7 października 2010 | SE Palmeiras - Avaí FC 4:1 Valdivia 11, 49, Kléber 58k, Gabriel Silva 70 - Edinho 37-sam. |
| 7 października 2010 | Goiás EC - Cruzeiro EC 0:1 Jonílson 55-sam.                                               |

### Kolejka 29
| Data                 | Mecz |
| -------------------- | --- |
| 9 października 2010  | Santos FC - Athletico Paranaense 2:0 Maranhăo 62', Zé Eduardo 65'p                                                                          |
| 9 października 2010  | Grêmio Prudente - São Paulo 2:3 Wesley 33, 90+1 - Ricardo Oliveira 7, 34, 57                                                                |
| 9 października 2010  | CR Vasco da Gama - Grêmio Porto Alegre 3:3 Éder Luís 15, Cesinha 45+2, Felipe Bastos 69 - Jonas 41, 73, Gabriel 88                          |
| 10 października 2010 | Corinthians Paulista - Atlético Goianiense 3:4 Leandro Castán 1, William Morais 71, Thiago Heleno 86 - Juninho 19, Gilson 38, Marcăo 45, 67 |
| 10 października 2010 | Botafogo FR - SE Palmeiras 0:0 |
| 10 października 2010 | Cruzeiro EC - Fluminense FC 1:0 Wellington Paulista 14                                                                                      |
| 10 października 2010 | SC Internacional - Atlético Mineiro 1:0 Alecsandro 45                                                                                       |
| 10 października 2010 | Goiás EC - EC Vitória 1:0 Bernardo 76 |
| 10 października 2010 | Ceará SC - Guarani FC 2:0 Geraldo 15, Boiadeiro 43                                                                                          |
| 10 października 2010 | Avaí FC - CR Flamengo 2:2 Emerson 53, Roberto 59 - Val Baiano 14, 16                                                                        |

### Kolejka 30
| Data                 | Mecz |
| -------------------- | --- |
| 16 października 2010 | CR Flamengo - SC Internacional 3:0 Deivid 14k, 47, Renato Abreu 38                                             |
| 16 października 2010 | Athletico Paranaense - Goiás EC 2:1 Branquinho 3, Ivan González 68 - Rafael Moura 82                           |
| 17 października 2010 | São Paulo - Santos FC 4:3 Dagoberto 6, 16, Pará 19-sam., Jean 90+3 - Alan Patrick 3, Zé Eduardo 20, Neymar 71k |
| 17 października 2010 | SE Palmeiras - Ceará SC 1:1 Marcos Assunçăo 45 - Geraldo 82k                                                   |
| 17 października 2010 | Fluminense FC - Botafogo FR 0:0                                                                                |
| 17 października 2010 | Guarani FC - Corinthians Paulista 0:0                                                                          |
| 17 października 2010 | Atlético Mineiro - Avaí FC 2:0 Rafael Cruz 51, Neto Berola 67                                                  |
| 17 października 2010 | Grêmio Porto Alegre - Cruzeiro EC 2:1 Júnior Viçosa 45+3, Jonas 74k - Montillo 28                              |
| 17 października 2010 | Atlético Goianiense - CR Vasco da Gama 2:0 Anaílson 81, Márcio 87k                                             |
| 17 października 2010 | EC Vitória - Grêmio Prudente 2:0 Viáfara 41k, Júnior 69                                                        |

### Kolejka 31
| Data                 | Mecz |
| -------------------- | --- |
| 23 października 2010 | Guarani FC - Atlético Goianiense 0:1 Marcăo 59                                                                   |
| 23 października 2010 | Botafogo FR - EC Vitória 1:0 Marcelo Cordeiro 44                                                                 |
| 24 października 2010 | Corinthians Paulista - SE Palmeiras 1:0 Bruno César 22                                                           |
| 24 października 2010 | Santos FC - Grêmio Prudente 2:3 Keirrison 19, Durval 36 - Wesley 46, 62, Gilmar 54k                              |
| 24 października 2010 | CR Vasco da Gama - CR Flamengo 1:1 Cesinha 26 - Renato Abreu 80                                                  |
| 24 października 2010 | Cruzeiro EC - Atlético Mineiro 3:4 Gilberto 37, Thiago Ribeiro 76, 77 - Obina 6, 23, 30, Réver 66                |
| 24 października 2010 | Grêmio Porto Alegre - SC Internacional 2:2 André Lima 36, Fábio Santos 69 - Alecsandro 65k, D'Alessandro 83      |
| 24 października 2010 | Goiás EC - Avaí FC 1:0 Bernardo 42k                                                                              |
| 24 października 2010 | Ceará SC - São Paulo 2:0 Magno Alves 20, Diego Sacoman 34                                                        |
| 24 października 2010 | Athletico Paranaense - Fluminense FC 2:2 Washington Cerqueira 60-sam., Wagner Diniz 83 - Marquinho 69, Conca 87k |

### Kolejka 32
| Data                 | Mecz |
| -------------------- | --- |
| 27 października 2009 | CR Flamengo - Corinthians Paulista 1:1 Diogo 47 - Ronaldo 30                                                              |
| 28 października 2010 | Atlético Goianiense - Ceará SC 1:1 Marcăo 25 - Michel 74                                                                  |
| 28 października 2010 | Fluminense FC - Grêmio Porto Alegre 2:0 Conca 19, 81                                                                      |
| 28 października 2010 | São Paulo - Athletico Paranaense 2:1 Ricardo Oliveira 12, Miranda 51 - Guerrón 26                                         |
| 30 października 2010 | SE Palmeiras - Goiás EC 3:2 Tinga 21, Márcio Araújo 80, Dinei 86 - Jones 83, Everton Santos 89                            |
| 30 października 2010 | Grêmio Prudente - Cruzeiro EC 0:2 Léo 18, Robert 39                                                                       |
| 30 października 2010 | Atlético Mineiro - Botafogo FR 0:2 Edno 75, Loco Abreu 90                                                                 |
| 30 października 2010 | SC Internacional - Santos FC 1:1 Leandro Damiăo 82 - Zé Eduardo 78                                                        |
| 30 października 2010 | EC Vitória - CR Vasco da Gama 4:2 Adailton 1, Elkeson 39, Neto Coruja 45+2, Júnior 55 - Nunes 48, Fernando Fumagalli 90+1 |
| 30 października 2010 | Avaí FC - Guarani FC 1:0 Eltinho 27                                                                                       |

### Kolejka 33
| Data             | Mecz                                                                                              |
| ---------------- | ------------------------------------------------------------------------------------------------- |
| 3 listopada 2010 | Corinthians Paulista - Avaí FC 4:0 Bruno César 19, Elias 65, Ronaldo 83, 89k                      |
| 3 listopada 2010 | Santos FC - EC Vitória 1:1 Neymar 33 - Júnior 40                                                  |
| 3 listopada 2010 | Botafogo FR - Atlético Goianiense 3:2 Caio 43, Jóbson 47, Loco Abreu 64k - Juninho 80, Robston 90 |
| 3 listopada 2010 | Guarani FC - Atlético Mineiro 0:0                                                                 |
| 3 listopada 2010 | Cruzeiro EC - São Paulo 0:2 Lucas 52, Rogério Ceni 80k                                            |
| 3 listopada 2010 | SC Internacional - Fluminense FC 0:0                                                              |
| 3 listopada 2010 | Goiás EC - Grêmio Porto Alegre 0:2 André Lima 31, Diego 90+1                                      |
| 3 listopada 2010 | Ceará SC - CR Flamengo 2:2 Magno Alves 27, 81 - Welinton 2, Ronaldo Angelim 67                    |
| 4 listopada 2010 | CR Vasco da Gama - Grêmio Prudente 2:1 Rômulo 29, 31 - Adriano Pimenta 9                          |
| 4 listopada 2010 | Athletico Paranaense - SE Palmeiras 1:0 Nieto 84                                                  |

### Kolejka 34
| Data             | Mecz |
| ---------------- | --- |
| 6 listopada 2010 | Grêmio Porto Alegre - Ceará SC 5:1 André Lima 23, 61, Jonas 28, Fábio Rochemback 34, Douglas 56 - Magno Alves 76 |
| 6 listopada 2010 | Atlético Goianiense - SC Internacional 2:2 Juninho 11, Elias 22k - Leandro Damiăo 54, Giuliano 71'p              |
| 6 listopada 2010 | Atlético Mineiro - Santos FC 2:2 Diego Tardelli 33, Obina 59 - Neymar 17, 67                                     |
| 7 listopada 2010 | São Paulo - Corinthians Paulista 0:2 Elias 39, Dentinho 84                                                       |
| 7 listopada 2010 | SE Palmeiras - Guarani FC 1:0 Leandro Amaro 41                                                                   |
| 7 listopada 2010 | CR Flamengo - Athletico Paranaense 0:1 Paulo Baier 39k                                                           |
| 7 listopada 2010 | Fluminense FC - CR Vasco da Gama 1:0 Tartá 3                                                                     |
| 7 listopada 2010 | Grêmio Prudente - Goiás EC 4:1 Joăo Vitor 21, Willian José 52, Wesley 66, Rhayner 88 - Rafael Moura 7            |
| 7 listopada 2010 | EC Vitória - Cruzeiro EC 0:1 Thiago Ribeiro 29                                                                   |
| 7 listopada 2010 | Avaí FC - Botafogo FR 0:0                                                                                        |

### Kolejka 35
| Data              | Mecz                                                                                                  |
| ----------------- | --- |
| 10 listopada 2010 | Ceará SC - Botafogo FR 2:2 Magno Alves 22, Geraldo 34 - Loco Abreu 11, 57                             |
| 13 listopada 2010 | Corinthians Paulista - Cruzeiro EC 1:0 Ronaldo 87k                                                    |
| 13 listopada 2010 | Santos FC - Grêmio Porto Alegre 0:0                                                                   |
| 13 listopada 2010 | Atlético Mineiro - CR Flamengo 4:1 Obina 35, Renan Oliveira 43, 80, Diego Tardelli 68 - Marquinhos 74 |
| 14 listopada 2010 | CR Vasco da Gama - São Paulo 1:1 Éder Luís 60 - Lucas Gaúcho 70                                       |
| 14 listopada 2010 | Fluminense FC - Goiás EC 1:1 Conca 83k - Rafael Moura 19                                              |
| 14 listopada 2010 | Guarani FC - EC Vitória 1:1 Geovane 80 - Adaílton 78                                                  |
| 14 listopada 2010 | SC Internacional - Avaí FC 2:3 Leandro Damiăo 54, Rafael Sóbis 59 - Patric 1, Batista 38, Robinho 63  |
| 14 listopada 2010 | Atlético Goianiense - SE Palmeiras 3:0 Gilson 30, Robston 54, 64                                      |
| 14 listopada 2010 | Athletico Paranaense - Grêmio Prudente 2:1 Paulo Baier 21k, 90+2 - Willian José 31                    |

### Kolejka 36
| Data              | Mecz                                                                                              |
| ----------------- | ------------------------------------------------------------------------------------------------- |
| 20 listopada 2010 | Grêmio Porto Alegre - Athletico Paranaense 3:1 Neuton 13, Douglas 58k, Diego 88 - Paulo Baier 18k |
| 20 listopada 2010 | Grêmio Prudente - Ceará SC 1:1 Rhayner 27 - Geraldo 85                                            |
| 20 listopada 2010 | CR Flamengo - Guarani FC 2:1 Renato Abreu 2, Diego Maurício 31 - Baiano 13                        |
| 21 listopada 2010 | São Paulo - Fluminense FC 1:4 Lucas Gaúcho 55 - Gum 35, Conca 74, 88, Fred 77                     |
| 21 listopada 2010 | SE Palmeiras - Atlético Mineiro 0:2 Diego Souza 30, Neto Berola 77                                |
| 21 listopada 2010 | Botafogo FR - SC Internacional 1:2 Antônio Carlos 75 - Andrezinho 65, Rafael Sóbis 74             |
| 21 listopada 2010 | Cruzeiro EC - CR Vasco da Gama 3:1 Roger 16, Henrique 19, Edcarlos 32 - Renato Augusto 44         |
| 21 listopada 2010 | Goiás EC - Santos FC 1:4 Hernando 11 - Danilo 19, Neymar 75k, 79, 82                              |
| 21 listopada 2010 | EC Vitória - Corinthians Paulista 1:1 Viáfara 43k - Danilo 20                                     |
| 21 listopada 2010 | Avaí FC - Atlético Goianiense 3:0 Eltinho 40, Jeferson 84, 87                                     |

### Kolejka 37
| Data              | Mecz |
| ----------------- | --- |
| 28 listopada 2010 | Corinthians Paulista - CR Vasco da Gama 2:0 Bruno César 40, Danilo 57                                    |
| 28 listopada 2010 | SE Palmeiras - Fluminense FC 1:2 Dinei 4 - Carlinhos 19, Tartá 58                                        |
| 28 listopada 2010 | CR Flamengo - Cruzeiro EC 1:2 Diego Mauricio 9 - Roger 16, Thiago Ribeiro 68                             |
| 28 listopada 2010 | Botafogo FR - Grêmio Prudente 3:1 Antônio Carlos 30, Edno 44, Marcelo Cordeiro 90k - Willian José 68     |
| 28 listopada 2010 | Guarani FC - Grêmio Porto Alegre 0:3 André Lima 23, Jonas 78, Diego 83                                   |
| 28 listopada 2010 | Atlético Mineiro - Goiás EC 3:1 Diego Souza 15, Renan Oliveira 45, Diego Tardelli 63 - Éverton Santos 39 |
| 28 listopada 2010 | SC Internacional - EC Vitória 1:1 Rafael Sóbis 62 - Adailton 50                                          |
| 28 listopada 2010 | Atlético Goianiense - São Paulo 1:1 Elias 64 - Rogério Ceni 56k                                          |
| 28 listopada 2010 | Ceará SC - Athletico Paranaense 1:1 Magno Alves 43 - Rafael Santos                                       |
| 28 listopada 2010 | Avaí FC - Santos FC 3:2 Caio 40, 46, 81 - Keirrison 9, Neymar 32                                         |

### Kolejka 38
| Data           | Mecz                                                                                    |
| -------------- | --------------------------------------------------------------------------------------- |
| 2 grudnia 2010 | Grêmio Prudente - SC Internacional 0:3 Alecsandro 16, Tinga 23, Guliano 81              |
| 5 grudnia 2010 | São Paulo - Atlético Mineiro 4:0 Ilsinho 27, Lucas Silva 30, Marlos 42, Renato Silva 48 |
| 5 grudnia 2010 | Santos FC - CR Flamengo 0:0                                                             |
| 5 grudnia 2010 | CR Vasco da Gama - Ceará SC 2:0 Dedé 32, Erivélton 46-sam.                              |
| 5 grudnia 2010 | Fluminense FC - Guarani FC 1:0 Emerson 62                                               |
| 5 grudnia 2010 | Cruzeiro EC - SE Palmeiras 2:1 Henrique 63, Wallyson 90+1 - Rivaldo 54                  |
| 5 grudnia 2010 | Grêmio Porto Alegre - Botafogo FR 3:0 André Lima 21, Jonas 39, Douglas 52               |
| 5 grudnia 2010 | Goiás EC - Corinthians Paulista 1:1 Felipe Amorim 19 - Dentinho 28                      |
| 5 grudnia 2010 | EC Vitória - Atlético Goianiense 0:0                                                    |
| 5 grudnia 2010 | Athletico Paranaense - Avaí FC 1:0 Paulo Baier 6                                        |